# Parellada (uva)

Racimos de uvas parellada en San Sadurní de Noya.

La parellada es un tipo de uva (vitis vinifera) española. Está presente, sobre todo, en Cataluña.

## Viticultura
Su época de desborre es temprana y su época de maduración es muy tardía. Tiene una capacidad media de enriquecimiento en azúcares. Da un gran rendimiento. Alcanza una madurez óptima en las zonas más elevadas del Panadés.

## Regiones
En 2004 había 10 000 ha de esta variedad en España.
La parellada es recomendada para la comunidad autónoma de Cataluña. Además, es una variedad autorizada en las comunidades de Aragón, Baleares, Castilla-La Mancha, Extremadura, Comunidad de Madrid, Navarra, País Vasco y La Rioja. Se cultiva en las denominaciones de origen Alella, Binissalem-Mallorca, Cariñena,  Cataluña, Cava, Cuenca del Barberá, Costers del Segre,  La Mancha, Penedés, Pla de Bages,  Pla i Llevant, Ribera del Guadiana, Tarragona, Terra Alta, Utiel-Requena y Vinos de Madrid.

## Vinos
Con ella se elaboran vinos blancos aromáticos, de grado alcohólico moderado, aroma fresco y una delicada acidez afrutada. Los vinos son finos, elegantes y de poca conservación. Se consumen jóvenes.
En Cataluña suele mezclarse con macabeo y charelo para producir el vino blanco espumoso cava, para darle estructura, finura, longitud y elegancia. Además, es usada como uva de mezcla para vinos blancos jóvenes. Algunos productores la mezclan con chardonnay y con sauvignon blanc.
Aparte de su uso para estos vinos, es empleada para producir la micro-destilada absenta Obsello.

## Origen del nombre y sinónimos
El nombre "parellada" viene del catalán aparellada, que significa emparejada. El nombre podría venir de sus ramas son similares y cuelgan una junto a la otra. En la obra de Plinio el Viejo se habla de una uva llamada gemellarum (en español "gemelos"), que recibe ese nombre por esa misma razón.
La parellada es conocida también como martorella, moltonach, montonec, montonech, montonega, montoneo, montonero, montonet, parellada blanc, perelada y perellada.
Uno de los sinónimos de esta variedad es "montonero". "El Montonero" es también una marca de vinos de Argentina.